# Leindler László
Leindler László (Kecskemét, 1935. október 1. – 2020. szeptember 18.) Széchenyi-díjas magyar matematikus, egyetemi tanár, a Magyar Tudományos Akadémia rendes tagja. 1972 és 1975 között a József Attila Tudományegyetem Természettudományi Kar dékánja, 1975 és 1978, valamint 1984 és 1987 között az egyetem tudományos rektorhelyettese.

## Életpályája
1954-ben kezdte meg egyetemi tanulmányait a Szegedi Tudományegyetem matematika–fizika szakán, ahol 1958-ban szerzett tanári diplomát. 1962-ben szerezte meg egyetemi doktori címét Sub –Auspiciis Rei Publicae kitüntetéssel. Disszertációjának címe: Studies on convergence and summability concerning general orthogonal series. Témavezetői Tandori Károly és Alexits György voltak.
Diplomájának megszerzése után a veszprémi Vegyipari Technikum matematikatanára, majd 1959-ben aspiráns lett. 1962-ben a József Attila Tudományegyetem adjunktusa, később docense volt. 1968-ban kapta meg egyetemi tanári, 1977-ben tanszékvezetői kinevezését a halmazelmélet és matematikai logika tanszékre. 1983-ban átkerült az analízis tanszékre, melynek vezetője lett. A tanszéket 1998-ig vezette, 2005-ben emeritálták. Az egyetem vezetésében is szerepet vállalt: 1967 és 1971 között a Természettudományi kar dékánhelyettese volt. 1972-ben három évre megválasztották a kar dékánjává, majd 1975-ben tudományos rektorhelyettesévé. 1984 és 1987 között ismét rektorhelyettes volt. 1999 és 2002 között Széchenyi professzori ösztöndíjas volt.
Számos külföldi egyetem vendégprofesszora volt: Giesseni Egyetem (1977, 1980), Edmontoni Egyetem (1974, 1983, 1989, 1990), Torontói Egyetem (1993). Ezen kívül vendégkutató volt Torontóban (1966–1967) és Moszkvában (1968–1969).
1962-ben védte meg a matematikai tudomány kandidátusi, 1966-ban akadémiai doktori értekezését. Az MTA Matematikai Bizottságának lett tagja. 1973-ban megválasztották a Magyar Tudományos Akadémia levelező, 1982-ben pedig rendes tagjává. 1976 és 1990 között az MTA Matematikai és Fizikai Tudományos Osztálya elnökhelyettese volt. Dolgozott ezen kívül a Szegedi Akadémiai Bizottság alelnökeként is. 1982 és 1992 között az Acta Scientarum Mathematicum című szakfolyóirat főszerkesztője (1970 és 1997 között szerkesztője) volt. Emellett az Acta Mathematica, az Analysis Mathematica és a Periodica Mathematica szerkesztőbizottságában dolgozott.

## Munkássága
Kutatási területei a klasszikus analízis, a Fourier-sorok, ortogonális sorok és az egyenlőtlenségek voltak.
Tandori Károly tételét és a Rademacher–Menysov-tételt alkalmazta, illetve élesítette polinomrendszerekre. Emellett bizonyította az úgynevezett strukturális és együttható feltételek ekvivalenciáját, amelynek segítségével több klasszikusnak számító tételt általánosított. A Fourier-sorokkal kapcsolatban annak erős approximációját dolgozta ki. A Hardy–Littlewood-egyenlőtlenség területén sikerült annak lényeges általánosítása, amellyel több kérdésre sikerült generálisabb választ adni.
Több mint kétszázhúsz tudományos publikáció és öt egyetemi jegyzet szerzője, társszerzője volt.

## Családja
1958-ban nősült, felesége Zsitva Margit. Házasságukból két fiúgyermekük született.

## Díjai, elismerései
- Grünwald Géza-díj (1961)
- Szele Tibor-emlékérem (1984)
- Széchenyi-díj (megosztva) (1992) – A matematikai analízis témakörén belül elsősorban a klasszikus Fourier-sorok konvergencia- és összegzési kérdéseinek kutatásában elért, nemzetközileg is elismert kiemelkedő eredményeiért. Megosztott díj dr. Tandori Károllyal.
- Klebelsberg Kunó-díj (2002)
- Szőkefalvi-Nagy Béla-érem (2002)
- SZAB-emlékplakett (2003)
- a Szegedi Tudományegyetem díszdoktora (2003)
- A Magyar Köztársasági Érdemrend középkeresztje (2004)

## Főbb publikációi
- Generalization on Inequalities of Hardy and Littlewood (1970)
- Analízis 1.; Egyetem, Bolyai Intézet, Szeged, 1972
- Analízis 2.; Egyetem, Bolyai Intézet, 1973
- Vizsgálatok a Fourier-analízis köréből (1974)
- Analízis I-II. (Schipp Ferenccel, Budapest, 1976)
- Strong Approximation by Fourier Series (Budapest, 1985) ISBN 963-05-4044-4
- Ortogonális sorok szummálhatósága. Akadémiai székfoglaló. 1983. április 13.; Akadémiai, Bp., 1985 (Értekezések, emlékezések)
- Some Inequalities Pertaining to Bennett’s Results (1993)
- Improvements of Some Theorem of Mulholland Concerning Dirichlet Series (1993)
- A funkcionálanalízis elemei; JATEPress, Szeged, 1995
- Analízis (1995)